# 燕雲樓
燕雲樓，是上海市的老字號京菜館，杏花樓股份旗下，創業於1928年。燕雲樓以北京烤鴨著稱，號稱「北有全聚德，南有燕雲樓」。燕雲樓也是中國老字號和上海老字號企業。